# Micael Isidoro
Micael Isidoro Duarte (* 12. August 1982 in Cadaval) ist ein portugiesischer Straßenradrennfahrer.
Micael Isidoro gewann 2003 die vierte Etappe der Volta ao Portugal do Futuro nach Mangualde. 2005 wurde er Profi bei dem portugiesischen Continental Team Riberalves-Goldnutrition. 2007 wechselte er zu Vitória-ASC-RTL und seit 2008 fährt er für die Mannschaft Fercase-Rota dos Móveis. Bei der Tour of South China Sea gewann er die letzte Etappe in Macau und belegte den zweiten Platz in der Gesamtwertung.

## Erfolge
2008
- eine Etappe Tour of South China Sea

## Teams
- 2005 Riberalves-Goldnutrition
- 2006 Riberalves-Alcobaça
- 2007 Vitória-ASC-RTL
- 2008 Fercase-Rota dos Móveis

- 2011 Louletano/Loulé Concelho
- 2012 Louletano-Dunas Douradas
- 2013 Louletano-Dunas Douradas
- 2014 Louletano-Dunas Douradas
- 2015 Louletano-Dunas Douradas
- 2016 Louletano-Dunas Douradas